# Septembre 1844

## Événements
- 5 septembre, France : Jean-Claude-Républicain Arnoux signe avec le Ministère des travaux publics la convention de concession du chemin de fer de Paris à Sceaux.

- 10 septembre : traité de Tanger entre la France et le sultan du Maroc : Joinville signe pour la France la Convention de Tanger (licenciement des troupes marocaines de la frontière ; internement, en cas de capture, d’Abd el-Kader dans une ville marocaine de l’Atlantique ; en contrepartie, les troupes françaises évacuent Mogador et Oujda).
- La Convention de Lalla-Marnia, le 18 mars 1845, complète celle de Tanger en délimitant la frontière algéro-marocaine. Le sultan du Maroc, malgré l’opposition d’une partie de la population, essaie de conserver de bonnes relations avec la France.
- 24 septembre, France : le journal Le Commerce publie un article de Gobineau sur Alfred de Musset. La suite paraîtra dans Le Commerce, le 1er octobre. Tocqueville lui reproche de parler aussi longuement d' « un talent de second ordre ».

## Naissances
- 9 septembre : Louis Nathaniel Rossel, Ministre délégué à la Guerre de la Commune de Paris († 1871).
- 11 septembre : Henry Alleyne Nicholson (mort en 1899), paléontologue et zoologiste britannique.
- 24 septembre : Max Noether (mort en 1921), mathématicien allemand.

## Décès
- 2 septembre : Vincenzo Camuccini, peintre et lithographe italien (° 22 février 1771).